# Riad Bajić
Riad Bajić (Sarajevo, 6 de mayo de 1994) es un futbolista bosnio que juega de delantero en el AEK Larnaca de la Primera División de Chipre. Es internacional con la selección de fútbol de Bosnia y Herzegovina.

## Clubes
| Club                               | País                 | Año       |
| ---------------------------------- | -------------------- | --------- |
| F. K. Željezničar                  | Bosnia y Herzegovina | 2013-2015 |
| Konyaspor                          | Turquía              | 2015-2017 |
| Udinese Calcio                     | Italia               | 2017-2022 |
| Estambul Başakşehir F. K. (cedido) | Turquía              | 2018-2019 |
| Konyaspor (cedido)                 | Turquía              | 2019-2020 |
| Ascoli Calcio 1898 FC (cedido)     | Italia               | 2020-2021 |
| Brescia Calcio (cedido)            | Italia               | 2021-2022 |
| Giresunspor                        | Turquía              | 2022-2023 |
| Ankaragücü                         | Turquía              | 2023-2025 |
| AEK Larnaca                        | Chipre               | 2025-     |

## Palmarés

### Títulos nacionales
| Título          | Club      | País    | Año  |
| --------------- | --------- | ------- | ---- |
| Copa de Turquía | Konyaspor | Turquía | 2017 |